# Ciężka Baszta

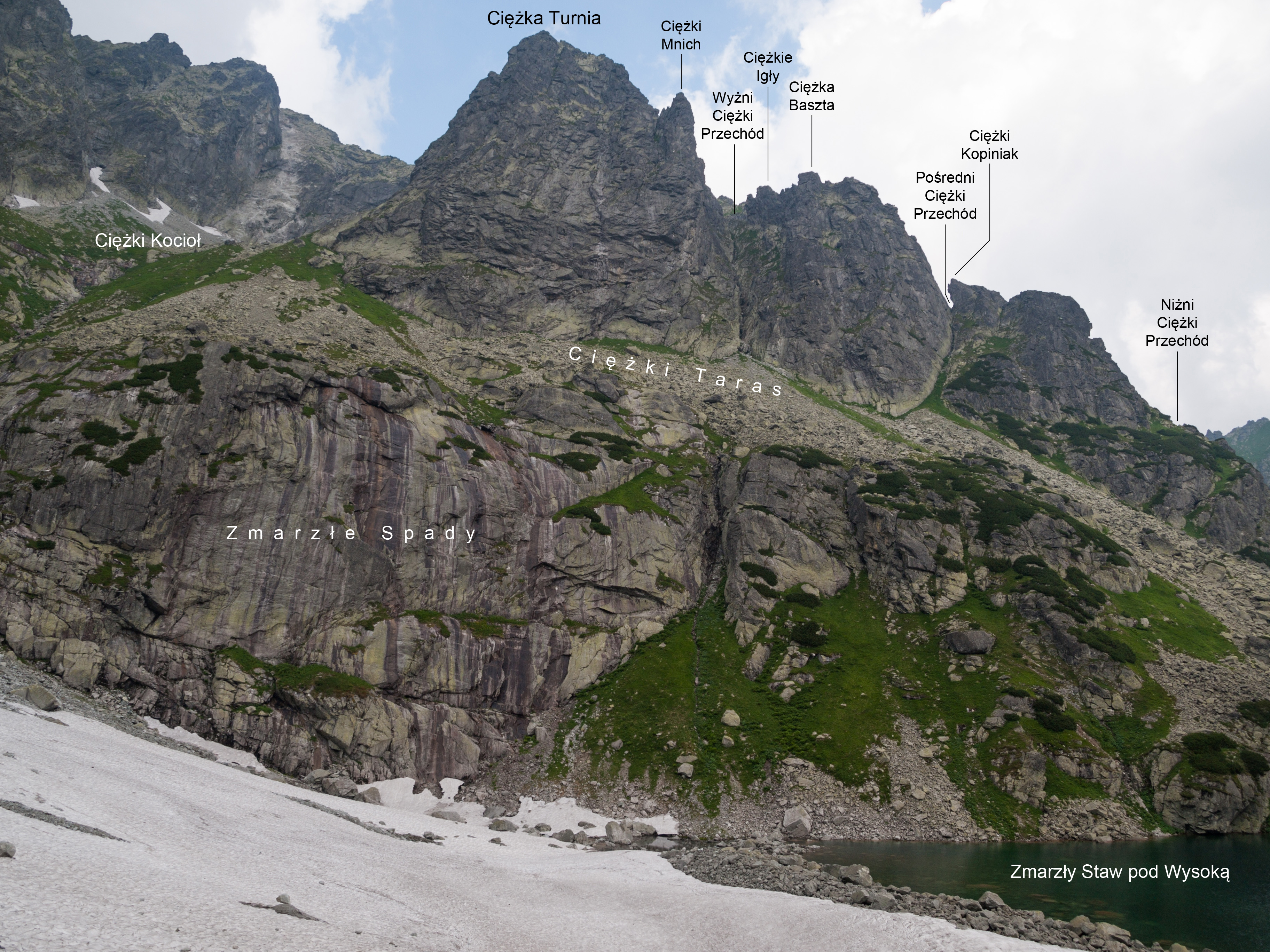
Widok od południowej strony

Ciężka Baszta (niem. Verborgene Bastei, słow. Česká bašta, węg. Cseh-tavi-bástya, ok. 2035 m) – wybitna turnia we wschodniej grani Niżnich Rysów w Tatrach Słowackich. Znajduje się w południowo-wschodniej grani Ciężkiej Turni między Ciężką Szczerbiną a Pośrednim Ciężkim Przechodem. Na północny wschód opada urwiskiem do Ciężkiego Koryta, na południowy zachód ścianą na piargi Ciężkiego Tarasu. Ściana ma wysokość 180 m. Z prawej strony (patrząc od dołu) ograniczona jest żlebkiem opadającym z Pośredniego Ciężkiego Przechodu. Lewe ograniczenie tworzy wielki żleb opadający z Wyżniego Ciężkiego Przechodu oraz jego odgałęzienie – rynna Ciężkiej Szczerbiny.
Autorem nazwy turni jest Władysław Cywiński.
Ciężka Baszta to już obiekt typowo dla taterników, gdyż najłatwiejsza droga wspinaczkowa to III w skali tatrzańskiej. Pierwszy raz jej granią przeszli taternicy w 1929 r. Ściana południowa długo nie wzbudzała ich zainteresowania, gdyż znacznie atrakcyjniejsza jest jej sąsiadka po przeciwnej stronie doliny – Galeria Gankowa. Południową ścianę Ciężkiej Baszty zdobyto dopiero w 1999 r.

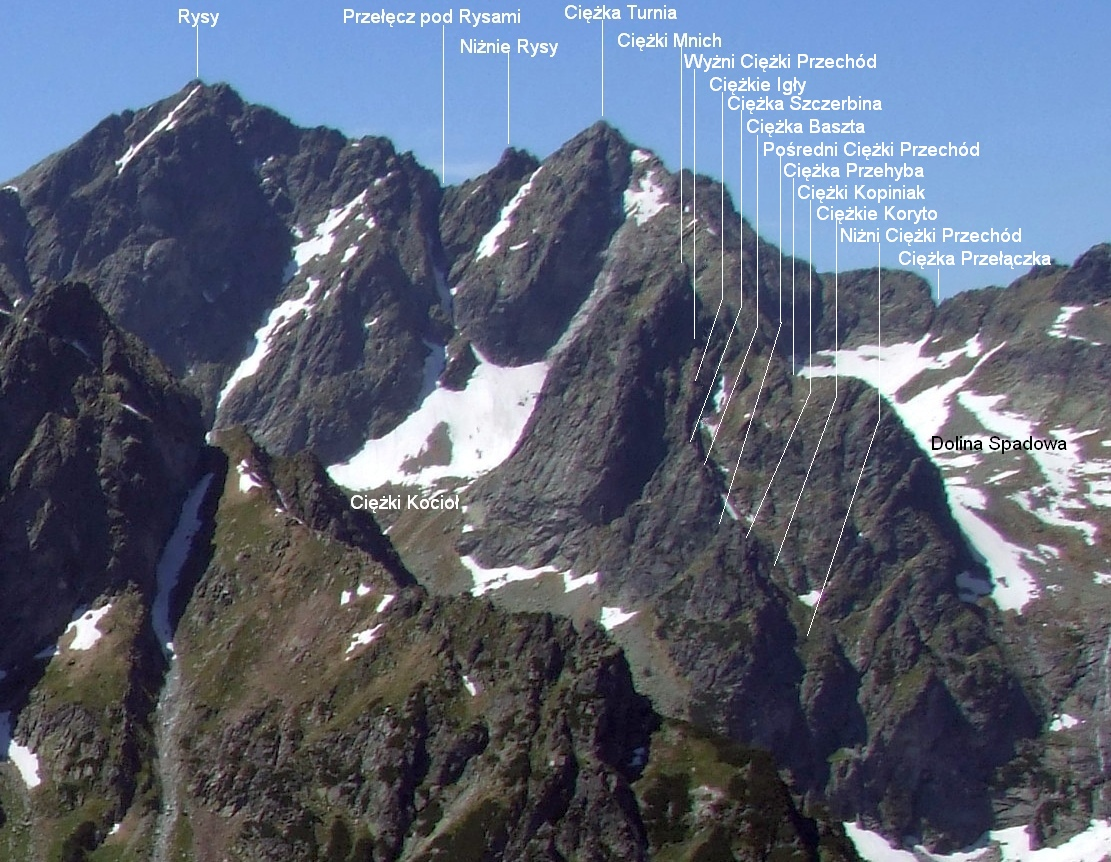
Widok z Doliny Białej Wody

## Drogi wspinaczkowe
1. Południowo-wschodnią granią; III w skali tatrzańskiej, czas przejścia 3 godz.)[2]
2. Prawym filarem południowej ściany; IV, 2 miejsca V-, odcinek V+, 3 godz.
3. Lewą częścią południowej ściany; V, 3 godz.